# The Midnight
The Midnight американський синтвейв колектив з Лос-Анджелеса, створений Тайлером Лайлом та Тімом МакЕваном.

## Створення колективу
Колектив було сформовано в результаті зустрічі Тайлера Лайла та Тіма Макевана під час спільної роботи у 2012 році в Північному Голлівуді. Частково під впливом музики з фільму «Драйв», та ретро-синт музики, що набувала популярності після випуску цього фільму, дует написав два сингли — «WeMoveForward» та «Gloria», які були випущені у 2014, як частина їх дебютного EP «Days of Thunder».

## Дискографія

### Студійні альбоми
| Назва          | Деталі                                                                                    |
| -------------- | ----------------------------------------------------------------------------------------- |
| Endless Summer | - Випущений: 5 серпня 2016 - Формати: Касети, CD, цифрове завантаження, стрімінг, вініл   |
| Kids           | - Випущений: 21 вересня 2018 - Формати: Касети, CD, цифрове завантаження, стрімінг, вініл |
| Monsters       | - Випущений: 10 липня 2020 - Формати: Касети, CD, цифрове завантаження, стрімінг, вініл   |

### EP (Extended Plays)
| Назва               | Деталі                                                                                |
| ------------------- | ------------------------------------------------------------------------------------- |
| Days of Thunder     | - Випущений: 15 липня 2014 - Формати: Касети, CD, цифрове завантаження, вініл         |
| Nocturnal           | - Випущений: 13 листопада 2017 - Формати: Касети, CD, цифрове завантаження, вініл     |
| Horror Show         | - Випущений: 19 березня 2021 - Формати: Касети, цифрове завантаження, стрімінг, вініл |
| The Rearview Mirror | - Випущений: 23 липня 2021 - Формати: Цифрове завантаження, стрімінг, вініл           |

### Сингли
| Назва                      | Рік  | Альбом                      |
| -------------------------- | ---- | --------------------------- |
| «Sunset»                   | 2016 | Endless Summer              |
| «Vampires»                 | 2016 | Endless Summer              |
| «Crystalline»              | 2017 | Nocturnal                   |
| «Lost Boy»                 | 2018 | Kids                        |
| «America 2»                | 2018 | Kids                        |
| «Arcade Dreams»            | 2018 | Kids                        |
| «America Online»           | 2019 | Monsters                    |
| «Sometimes She Smiles»     | 2019 | Vehlinggo Presents: 5 Years |
| «Deep Blue»                | 2020 | Monsters                    |
| «Dance with Somebody»      | 2020 | Monsters                    |
| «Prom Night»               | 2020 | Monsters                    |
| «C O L D P I Z Z A»        | 2021 | -                           |
| «Neon Medusa»              | 2021 | Horror Show                 |
| «Good in Red»              | 2021 | Horror Show                 |
| «Ghost in Your Stereo»     | 2021 | Horror Show                 |
| «Change Your Heart or Die» | 2022 | Heroes                      |
| «Heartbeat»                | 2022 | Heroes                      |